# Матери Беслана
Ассоциация жертв террористических актов «Матери Беслана» — общественная организация, созданная 25 февраля 2005 года. Объединяет в себе часть родственников погибших во время теракта в Беслане. После инцидента с Григорием Грабовым из организации вышла группа участников, которые основали новую структуру — «Голос Беслана».

## Основные цели
- увековечить память о погибших в результате терактов и локальных войн;
- содействие в объективном расследовании террористического акта в г. Беслане 1—3 сентября 2004 г.;
- социальная защита лиц, пострадавших от террористических актов;
- пропаганда антитеррористической деятельности;
- благотворительная деятельность;
- содействие в организации работ по возведению мемориала на месте школы № 1 в г. Беслане[1].